# Pentactella
Pentactella is een geslacht van zeekomkommers uit de familie Cucumariidae.

## Soorten
- Pentactella cornuta (Cherbonnier, 1941)
- Pentactella intermedia (Théel, 1886)
- Pentactella katrinae (O'Loughlin, 2014)
- Pentactella laevigata Verrill, 1876
- Pentactella leachmani (Davey & O'Loughlin, 2014)
- Pentactella leonina (Semper, 1867)
- Pentactella leoninoides (Mortensen, 1925)
- Pentactella marionensis (Théel, 1886)
- Pentactella perrieri (Ekman, 1927)
- Pentactella serrata (Théel, 1886)